# دسميديات
دسميديات (الاسم العلمي: Desmidiales) هي رتبة من الطحالب الخضراء تتبع طائفة الطحالب الزيغنيمية.

## فصائل
- دسميدية